# E-Prix di Santiago 2018
L'E-Prix di Santiago 2018 è stato il quarto appuntamento della quarta stagione del campionato di Formula E, destinato ai soli veicoli elettrici. La gara è stata vinta da Jean-Éric Vergne, su Techeetah, che ha conquistato anche la pole position.

## Risultati[1]

### Qualifiche
| Pos.                        | N. | Pilota                 | Squadra          | Qualifica | Gap     | SuperPole | Gap     | Griglia |
| --------------------------- | -- | ---------------------- | ---------------- | --------- | ------- | --------- | ------- | ------- |
| 1                           | 25 | Jean-Éric Vergne       | Techeetah        | 1:19.124  | +0.328  | 1:19.161  | —       | 1       |
| 2                           | 9  | Sébastien Buemi        | Renault-e.Dams   | 1:19.182  | +0.386  | 1:19.355  | +0.194  | 2       |
| 3                           | 1  | Lucas Di Grassi        | Audi Sport ABT   | 1:19.053  | +0.257  | 1:19.673  | +0.512  | 13      |
| 4                           | 18 | André Lotterer         | Techeetah        | 1:18.796  | —       | 1:46.429  | +27.268 | 3       |
| 5                           | 2  | Sam Bird               | DS Virgin Racing | 1:19.076  | +0.280  | —         | —       | 4       |
| 6                           | 3  | Nelson Piquet Jr.      | Jaguar           | 1:19.300  | +0.504  |           |         | 5       |
| 7                           | 36 | Alex Lynn              | DS Virgin Racing | 1:19.447  | +0.651  |           |         | 6       |
| 8                           | 16 | Oliver Turvey          | NIO              | 1:19.574  | +0.778  |           |         | 7       |
| 9                           | 8  | Nico Prost             | Renault-e.Dams   | 1:19.623  | +0.827  |           |         | 10      |
| 10                          | 6  | José María López       | Dragon Racing    | 1:19.662  | +0.866  |           |         | 8       |
| 11                          | 66 | Daniel Abt             | Audi Sport ABT   | 1:19.726  | +0.930  |           |         | 9       |
| 12                          | 5  | Maro Engel             | Venturi          | 1:19.877  | +1.081  |           |         | 11      |
| 13                          | 7  | Jérôme d'Ambrosio      | Dragon Racing    | 1:19.923  | +1.127  |           |         | 12      |
| 14                          | 19 | Felix Rosenqvist       | Mahindra         | 1:19.984  | +1.188  |           |         | 14      |
| 15                          | 23 | Nick Heidfeld          | Mahindra         | 1:20.012  | +1.216  |           |         | 15      |
| 16                          | 28 | António Félix da Costa | Andretti         | 1:20.132  | +1.336  |           |         | 16      |
| 17                          | 4  | Edoardo Mortara        | Venturi          | 1:20.157  | +1.361  |           |         | 17      |
| 18                          | 27 | Tom Blomqvist          | Andretti         | 1:20.422  | +1.626  |           |         | 18      |
| Tempo limite 110%: 1:26.676 |    |                        |                  |           |         |           |         |         |
| 19                          | 36 | Luca Filippi           | NIO              | 1:31.271  | +12.475 |           |         | 19      |
| 20                          | 20 | Mitch Evans            | Jaguar           | 1:40.540  | +21.744 |           |         | 20      |

### Gara
| Pos. | N. | Pilota                 | Squadra          | Giri | Tempo/Ritiro       | Griglia | Punti |
| ---- | -- | ---------------------- | ---------------- | ---- | ------------------ | ------- | ----- |
| 1    | 25 | Jean-Éric Vergne       | Techeetah        | 37   | 1h01:24.514        | 1       | 28    |
| 2    | 18 | André Lotterer         | Techeetah        | 37   | +1.154             | 3       | 18    |
| 3    | 9  | Sébastien Buemi        | Renault-e.Dams   | 37   | +1.959             | 2       | 15    |
| 4    | 19 | Felix Rosenqvist       | Mahindra         | 37   | +2.793             | 14      | 12    |
| 5    | 2  | Sam Bird               | DS Virgin Racing | 37   | +4.490             | 4       | 11    |
| 6    | 3  | Nelson Piquet Jr.      | Jaguar           | 37   | +6.364             | 5       | 8     |
| 7    | 20 | Mitch Evans            | Jaguar           | 37   | +7.099             | 20      | 6     |
| 8    | 7  | Jérôme d'Ambrosio      | Dragon Racing    | 37   | +13.308            | 12      | 4     |
| 9    | 28 | António Félix da Costa | Andretti         | 37   | +14.811            | 16      | 2     |
| 10   | 8  | Nico Prost             | Renault-e.Dams   | 37   | +21.092            | 8       | 1     |
| 11   | 27 | Tom Blomqvist          | Andretti         | 37   | +32.924            | 18      |       |
| 12   | 68 | Luca Filippi           | NIO              | 37   | +44.127            | 19      |       |
| 13   | 4  | Edoardo Mortara        | Venturi          | 37   | +49.398            | 17      |       |
| 14   | 16 | Oliver Turvey          | NIO              | 37   | +1:12.282          | 7       |       |
| Rit  | 36 | Alex Lynn              | DS Virgin Racing | 26   | Cambio             | 6       |       |
| Rit  | 23 | Nick Heidfeld          | Mahindra         | 23   | Incidente          | 15      |       |
| Rit  | 1  | Lucas Di Grassi        | Audi Sport ABT   | 21   | Perdita di potenza | 13      |       |
| Rit  | 66 | Daniel Abt             | Audi Sport ABT   | 11   | Sterzo             | 10      |       |
| Rit  | 6  | José María López       | Dragon Racing    | 0    | Incidente          | 9       |       |
| Rit  | 5  | Maro Engel             | Venturi          | 0    | Incidente          | 11      |       |

## Classifiche
Classifica Piloti
| +/– | Pos | Pilota            | Punti    |
| --- | --- | ----------------- | -------- |
| 1   | 1   | Jean-Éric Vergne  | 71       |
| 1   | 2   | Felix Rosenqvist  | 66 (–5)  |
|     | 3   | Sam Bird          | 61 (–10) |
| 2   | 4   | Sébastien Buemi   | 37 (–34) |
| 1   | 5   | Nelson Piquet Jr. | 33 (–38) |

Classifica Squadre
| +/– | Pos | Squadra          | Punti    |
| --- | --- | ---------------- | -------- |
| 2   | 1   | Techeetah        | 89       |
| 1   | 2   | Mahindra         | 87 (–2)  |
| 1   | 3   | DS Virgin Racing | 69 (–20) |
|     | 4   | Jaguar           | 54 (–35) |
| 1   | 5   | Renault-e.Dams   | 44 (–45) |

## Altre gare
- E-Prix di Marrakech 2018
- E-Prix di Città del Messico 2018
- E-Prix di Santiago 2019